# Khanatet Jerevan
Khanatet Jerevan (farsi: خانات ایروان, Xānāt-e Iravān, armeniska: Երևանի խանությու, Yerevani khanut’yun) var ett khanat inom det persiska imperiet. Motsvarande administrativa enhet under safavideran var Provinsen Jerevan, som också benämns Chokhur-e Sa'd och var en provins som grundades av afaridiska Iran under 700-talet. Khanatet var ungefär 19 500 km² stort och överensstämmer i stort med dagens centrala Armenien, tillsammans med  Iğdırprovinsen och Kağızman-distriktet i Karsprovinsen i nuvarande Turkiet samt distrikten Sharur och Sedarak i Nachitjevans autonoma republik i nutida Azerbajdzjan.
Provinshuvudstaden Jerevan var högkvarter för det persiska försvaret av Kaukasus under de rysk-persiska krigen under början av 1800-talet. Efter den iranska förlusten i rysk-persiska kriget 1826–1828 ockuperades Jerevan av ryska trupper 1827 och blev ryskt 1828 enligt Traktatet i Torkamān. Jerevan blev därefter huvudstad i det ryska länet Oblastet Armenien inom Ryska kejsardömet.

## Historik

### Styre
Under persiskt styre utsåg shahen guvernörer att styra över provinserna. Dessa hade vanligtvis titeln khan eller "beglarbeg", samt också titeln sardār (“hövding”). Innan perserna formellt etablerade khanatet Jerevan, hade de använt safavidernas "Provinsen Jerevan", också benämnd "Chokhur-e Sa'd", för att styra ungefär samma geografiska område.
Under qajareran utsågs medlemmar av den kungliga qajardynastin till guvernörer för Jerevans khanat, ända fram till det ryska övertagandet 1828. På så sätt var provinsstyrets innehavare direkt relaterade till den centralt styrande dynastin. Khanatet var administrativt indelat i 15 distrikt, vilka benämndes maḥals, med persiska som landets officiella språk. Den lokala byråkratin i khanatet var uppbyggd som den centrala i Teheran.
Khanatet Jerevan utgjorde tillsammans med Khanatet Nakchivan en del av Persiska Armenien. Khanatet Jerevan var den större delen av Persiska Armenien. Övriga delar av det historiska Armenien under persiskt styre ingick som delar av Khanatet Karabakh, Khanatet Ganja och Kartli-Kakheti.

### Händelseutveckling och rysk erövring
Nader Shah, som regerade 1736–1747, organiserade sitt persiska rike i fyra khanat: Jerevan, Nakhchivan, Karabakh och Ganja. Efter hans död 1747 blev hans land del av Zanddynastins rike. Efter Zandperioden övertogs det av den iranska Qajardynastin. Under Qajarperioden var Khanatet Jerevan framgångsrikt ekonomiskt. Efter det att Ryssland hade erövrat Kartli-Kakheti och startat Rysk-persiska kriget 1804–1813, blev Jerevan centrum för det persiska försvaret av Kaukasus.
År 1804 belägrade den ryske generalen Pavel Tsitsianov Jerevan (Belägringen av Jerevan 1804), men en iransk arme under kronprinsen Abbas Mirza slog tillbaka den ryska armén. År 1807 utsåg den centrala iranska regeringen under shahen Fath-Ali Shah Qajar (regeringsperiod 1797–1834) Hossein Khan Sardar till khan i Jerevan och utsåg honom till överbefälhavare (sardar) i regionen norr on floden Aras. Hossein Khan Sardar var en av de främsta personerna i shahen Fath-Ali Shah Qajars rike. Han var en duglig administratör och hans tid som khan anses ha varit en ekonomisk framgångsrik period i Jerevans khanat.
År 1808 belägrade ryssarna under befäl av generalen Ivan Gudovich åter Jerevan (Belägringen av Jerevan 1808). Belägringen misslyckades. Genom Freden i Gulistan 1813 efter kriget 1804–1813 förlorade Iran större delen av sina kaukasiska besittningar. Jerevan och Tabriz blev därefter huvudkvarter för Irans ansträngningar att återta sina förlorade besittningar.
Omkring tio år senare bröt ryssarna fredsfördraget och invaderade Khanatet Jerevan igen. Detta gav upphov till fientligheter mellan de två parterna och ledde till rysk-persiska kriget 1826–1828. I det tidiga skedet av kriget var perserna framgångsrika och återerövrade flera områden, som förlorats 1813, men i en rysk offensiv 1827 med ett överlägset artilleri blev iranierna besegrade vid Abbasabads fästning, i området för nuvarande Nachitjevan, Sardars fästning i Sardarapat liksom vid Jerevan. Jerevans fästning intogs av ryssarna den 2 oktober 1827. I februari 1828 ingicks freden i Torkamān, som ledde till iransk förlust av Khanatet Jerevan och andra områden norr om floden Aras.

## Provinshuvudstaden Jerevan
Staden Jerevan var ekonomiskt framgångsrik under Qajareran. Den var indelad i tre mahals och bestod av över 1 700 hus, 850 affärer, omkring tio moskéer, sju kyrkor, tio badhus, sju karavanserajer, fem torg, två basarer och två skolor. Befästningarna var väl uppbyggda, med Jerevans fästning omgiven av massiva murar. Av stadens två största moskéer var den ena byggd 1687 under safavidernas era. Den andra, och största moskén, var Blå moskén, som hade byggts under 1700-talet efter inrättandet av khanatet, och som anses vara tidsperiodens mest prominenta bevarade arkitektoniska verk.
Under Hossein Khan Sardars tid som khan ökade Jerevans befolkning stadigt. Omedelbart före den ryska erövringen närmade sig invånarantalet 20 000. Som jämförelse var befolkningsantalet 1897, efter 70 års ryskt styre och trots inflyttning från Ottomanska riket, endast omkring 14 000.

## Demografi
Enligt artikel III i Traktatet i Torkamān från 1828 var perserna skyldiga att överlämna skattelängderna från de förlorade kaukasiska territorierna till ryssarna. Dessa längder förtecknade endast familjer som levde inom dessa territorier och de skattesatser dessa hade att betala skatt efter, och gav således inte underlag för att beräkna hur många människor som bodde i provinserna. Därför gjorde ryssarna omedelbart en grundlig folkräkning av befolkningen i Khanatet Jerevan, som omdöpts till Oblastet Armenien.
Folkräkningen redovisades i "Kameral'noe Opisanie", som anses vara en tillförlitlig statistisk källa. Muslimer (perser, turkfolk och kurder) utgjorde den absoluta majoriteten i det iranska Armenien. De utgjorde omkring 80 procent av befolkningen, medan kristna armenier utgjorde omkring 20 procent. Det fanns också ett fåtal georgier, judar, circassier, ryssar och individer från anda kaukasiska folkslag. Enligt Kameral'noe Opisanie uppgick den bosatta och den halvnomadiska muslimska befolkningen till drygt 74 000 personer, vilket dock inte inkluderar den muslimska befolkning som lämnade landet omedelbart efter det persiska nederlaget, till exempel den styrande persiska eliten och persisk militär personal. Sammantaget kan upp till 20 000 muslimer ha flyttat från det iranska Armenien eller omkommit under kriget 1826–1828. Den muslimska befolkningen (perser och turkiska folk) i Jerevans khanat kan således ha uppgått till omkring 93 000 personer.
| Etnisk grupp                           | Antal   |
| -------------------------------------- | ------- |
| Armenier                               | 20 073  |
| Kurder                                 | 25 237  |
| Persisk styrande elit/militärer        | 10 000  |
| Turkfolk (fast eller halvfast bosatta) | 31 588  |
| Turkfolk (nomader)                     | 23 222  |
| Summa                                  | 110 120 |

Efter införandet av ryskt styre förändrades befolkningsfördelningen, och för första gången på över fyra sekel började den etniskt armeniska folkgruppen att komma i majoritet i en av det historiska Armeniens delar. Omkring 35 000 muslimer av sammanlagt över 100 000 emigrerade från Oblast Armenien, samtidigt som omkring 57 000 armenier från det egentliga Iran och från Turkiet immigrerade efter 1828. Omkring 1832 var kristna armenier och muslimer antalsmässigt i paritet. En klar majoritet uppstod efter Krimkriget och Rysk-turkiska kriget 1877–1878, vilka ledde till en ny våg av immigranter av armenier från Turkiet.

### Perser
Perserna utgjorde den styrande eliten i regionen och ingick som en del av den bofasta befolkningen. Det fanns både etniska perser och etniska turkar inom den styrande persiska eliten i khanatet. Den styrande eliten bestod i första hand av personer runt guvernören, militären, tjänstemän i den lokala byråkratin och delar av köpmannaklassen.

### Turkfolk
Turkfolken utgjorde den största folkgruppen i khanatet och bestod av tre särskilda delar: fast bosatta, halvnomadiserade och nomader. Många hade gått under i kriget 1826–1828. De främsta bosatta folkslagen var bayat, kangarlu, ayrumlu, ak koyunlu, qara qoyunlu, qajara samt "turkifierade qazzaqsr" (karapapakh). Omkring 15 000 av turkfolken var nomader, vilka till skillnad mot de kurdiska nomaderna regelbundet skiftade bestämda områden mellan sommar och vinter. De turkiska nomaderna var av vikt för det persiska styret genom sin boskapsskötsel, hantverksproduktion och hästuppfödning för det persiska kavalleriet. De bosatta turkfolken utgjorde en betydande andel av dem som arbetade med jordbruk. Tillsammans med de kurdiska nomaderna utnyttjade de turkiska nomaderna omkring halva khanatets landyta för boskapsskötsel. De nomadiska turkarna fanns framför allt i de centrala och norra delarna av landet. Karapapakh och ayrumlu var de största folkslagen bland dessa nomader, och flertalet av dem slog sig ner i (det historiska, eller iranska) Azerbajdzjan, efter att ryssarna tagit makten.

### Kurder
I "Kameral'noe Opisanie" listas fler än 10 000 kurder från olika stammar och noteras att omkring 15 000 hade flyttat efter Rysslands annektering. Den sammanlagda kurdiska befolkningen före kriget kan således beräknas till omkring 25 000. Kurderna i regionen var av tradition nomader, i likhet med många turkfolk. Kurderna och de nomadiska turkfolken utnyttjade ungefär hälften av den armeniska landytan för sin boskapsskötsel. Kurderna var antingen sunni-, shia- eller yazidiska bekännare. Mellan kurder och nomadiska turkfolk rådde traditionell fiendskap.

### Armenier
Kristna armenier utgjorde en minoritet i khanatet med ungefär 20 procent av befolkningen. De utgjorde inte majoritet i något enskilt distrikt mahalle. En överväldigande majoritet, omkring 80 procent, av armenierna fanns i distrikten Kirk-Bulagh, Karbi-Basar, Surmalu och Sardarabad, samt i huvudstaden Jerevan. I likhet med andra minoriteter i västra Asien bodde de nära sina egna religiösa och administrativa centra.
Många händelser i historien hade lett till minskningen av armenisk befolkning i regionen. Till mitten av 1300-talet hade armenier utgjort en befolkningsmajoritet i östra Armenien. Vid slutet av 1300-talet, efter Timurs militärkampanjer hade islam blivit den dominerande religionen och armenierna en minoritet i östra Armenien.
En senare betydelsefull händelse var Shah Abbas I:s deportering av en stor del av befolkningen från Armeniens höglänta delar 1605. Upptill 250 000 armenier tvångsförflyttades då, för att ge utrymme under Shah Abbas II (1642–1666) att befolka dessa områden med det turkiska folkslaget kangarlu. Under Nader Shah (regeringstid 1736–1747), då armenierna utsattes för mycket hög beskattning och andra trakasserier, emigrerade många armenier, främst till Indien.
Armenierna dominerade handel och hantverk i khanatet. De hyste gemenskap med de kristna ryssarna, men så länge som levnadsförhållandena i khanatet var någorlunda bra var majoriteten av armenierna inte inställd på att agera. Ett exempel på detta var att 1808, då ryssarna belägrade Jerevan, visade armenierna tydligt neutralitet.

### Partiell armenisk autonomi
Armenierna i khanatet levde under jurisdiktion av Jerevans melik, som kom från familjen Melik-Aghamaljan. Denne hade exklusiv rätt att styra dem med shahens auktorisation. Införandet av "Jeravans melikdom" kom 1639 efter slutet av Ottomansk–safavidiska kriget 1623–1639 och tycks ha varit en del av en övergripande administrativ nyordning i Iranska Armenien efter en lång period av krig och invasioner. Den första medlemmen av melikfamiljen var Melik Gilan, men den första distinkta innehavaren av ämbetet var Melik Aghamal, och det kan vara med honom som dynastin fick sitt namn.
Under Jerevans melik fanns ett antal melikar i khanatet, där varje varje distrikt med bosatta armenier hade en egen melik. Jerevans melikar, särskilt den siste, Melik Sahak II, var bland de viktigaste, mest inflytelserika och respekterade personerna i khanatet, och både kristna och muslimer uppsökte dem för råd och beskydd. De var de enda armenierna i Jerevan som tilläts bära iransk klädsel. Endast khanen var viktigare i rangordningen. Jerevans melik hade också en militär funktion genom att själv eller genom en av honom utsedd underordnad ha befälet över en armenisk infanterienhet inom khanens armé.

## Khaner
- 1736–40 Tamasp II
- 1740–47 Nader Shah
- 1745–48 Mehdi-Khan Qasemlu
- 1748–50 Hasan Ali-khan
- 1750–80 Hoseyn Ali Khan
- 1752–55 Khalil Khan
- 1755–62 Hasan Ali Khan Qajar
- 1762–83 Hoseyn Ali Khan

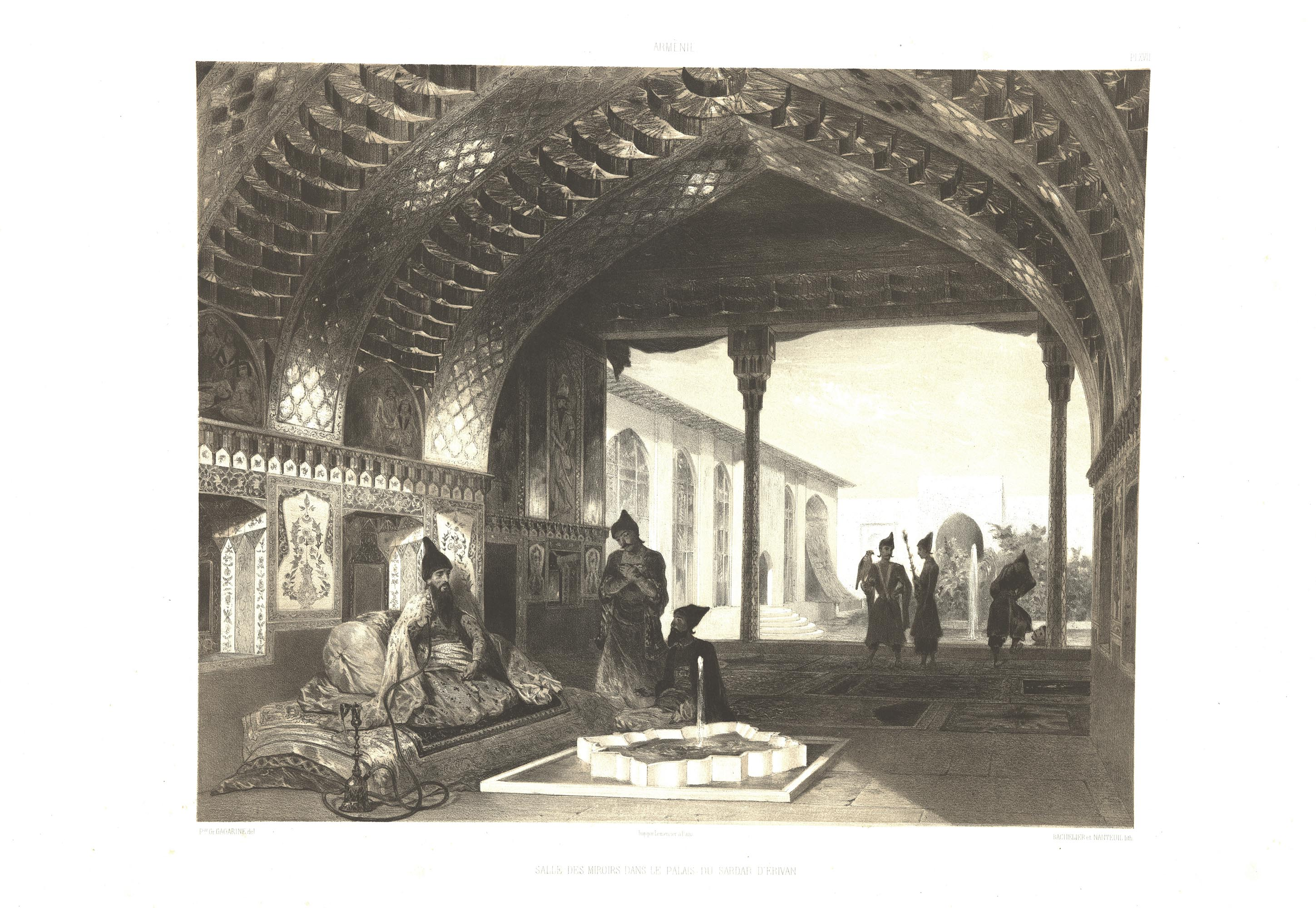
Jerevankhanernas palats, teckning från tidigt 1800-talet

- 1783–84 Gholam Ali (son of Hasan Ali)
- 1784–1804 Mohammad Khan
- 1804–06 Mehdi-Qoli Khan
- 1806–07 Mohammad Khan Maragai
- 1807–28 Hussein Qoli Khan Qajar